# Пиола, Мария Анхелика
Мария Анхелика Пиола (исп. María Angélica Piola; 28 сентября 1906, Монтевидео — 30 марта 1988) — уругвайский композитор, музыкальный педагог и художница.
Училась у Вильгельма Колишера в основанной им консерватории, затем преподавала там же, пока в 1964 году не основала собственную консерваторию в Монтевидео. Опубликовала «Лекции по теории музыки» (исп. Apuntes sobre la teoría de la música; 1958, расширенные издания 1979 и 1983), в итоге переработав их в учебник «Элементарная теория музыки» (исп. Teoría elemental de la música con solfeo; 1986).
Композиторское наследие Пиолы невелико, а многие произведения уничтожены автором. Ряд фортепианных произведений, в том числе «Посвящение Паулю Клее» (исп. Homenaje a Paul Klee; 1954), впервые исполнила пианистка Неффер Крёгер.
В середине жизни увлеклась живописью, в 1947—1949 гг. училась у Хоакина Торреса Гарсии. Продолжала писать картины до конца жизни, первая персональная выставка состоялась в 1979 году. В 1989 году мемориальная персональная выставка Пиолы прошла в Национальной библиотеке Уругвая.